# Amnirana occidentalis
Amnirana occidentalis là một loài ếch thuộc họ Ranidae.
Loài này có ở Bờ Biển Ngà, Ghana, Guinea, Liberia, và có thể cả Nigeria.
Môi trường sống tự nhiên của chúng là rừng ẩm vùng đất thấp nhiệt đới hoặc cận nhiệt đới, đầm nước ngọt, và đầm nước ngọt có nước theo mùa.
Chúng hiện đang bị đe dọa vì mất môi trường sống.

## Hình ảnh

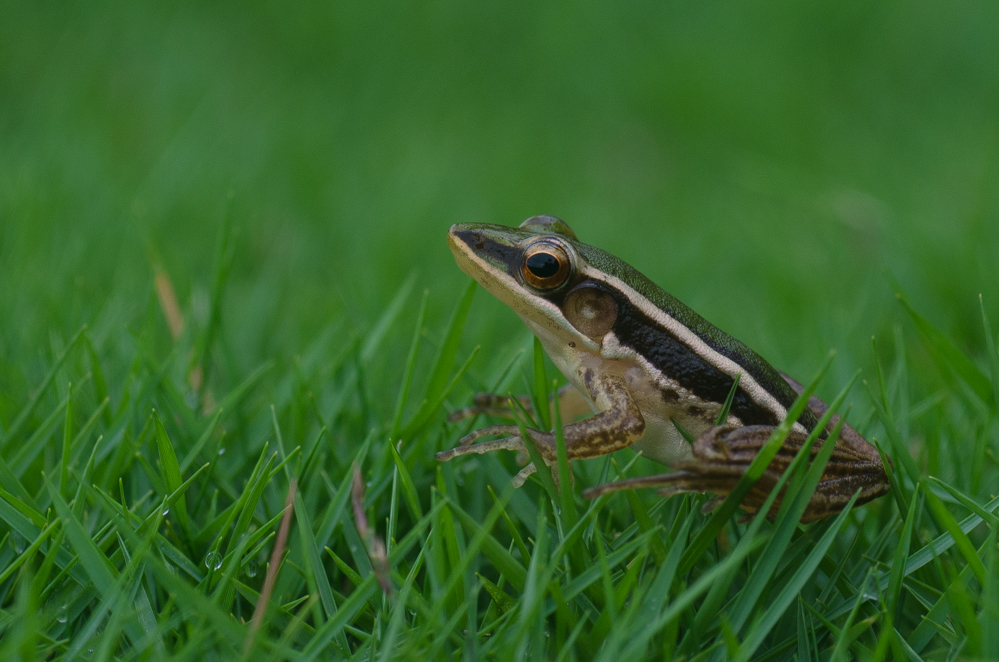